# تاکه‌ناکا شیگه‌کادو

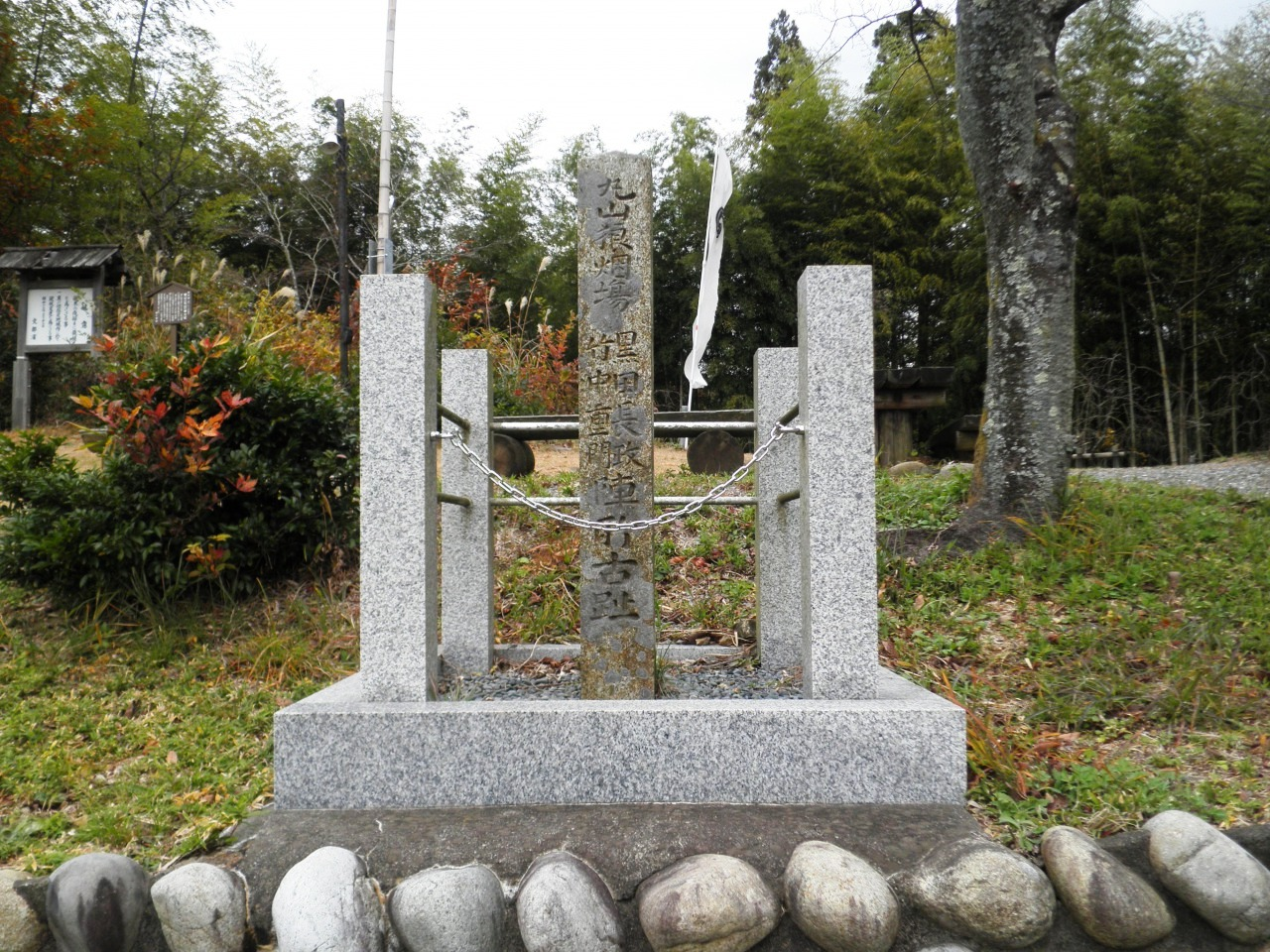
نمایی از سنگ‌مزار تاکه ناکا شیگه کادو - ۲۰۱۱

تاکه‌ناکا شیگه‌کادو (به ژاپنی: 竹中 重門 Takenaka Shigekado) (۱۵۷۳ – ۲ نوامبر، ۱۶۳۱)، پسر تاکه‌ناکا هانبی، یک سامورایی در دوره آزوچی-مومویاما و دوره ادو بود. او به همراه پدرش در خدمت تویوتومی هیده‌یوشی بودند. شیگه‌کادو نویسنده کتابی به نام «تویوکاگامی» ( به معنی آئینه تویو 豊鑑) در مورد زندگی تویوتومی هیده‌یوشی است.